# سفر به آرارات
سفر به آرارات (استونیایی: Teekond Araratile) یک فیلم مستند محصول سال ۲۰۱۱ که کارگردان، نویسنده و تهیه‌کننده آن ریهو واستریک می‌باشد. در این فیلم واستریک به همراه محقق استونیایی، ارکی تامیکسار در مسیر صعود تاریخی کاوشگر بالتیک-آلمانی، فریدریش پاروت نویسنده ارمنی، خاچاطور آبوویان به کوه آرارات در سال ۱۸۲۹ به ارمنستان و ترکیه سفر می‌کند. نام این فیلم از کتاب پاروت، سفر به آرارات (به آلمانی: Reise zum Ararat) گرفته شده‌است. این فیلم در سال در جشنواره بین‌المللی فیلم زردآلوی طلایی در ایروان به نمایش درآمد.